# Umberto Eco

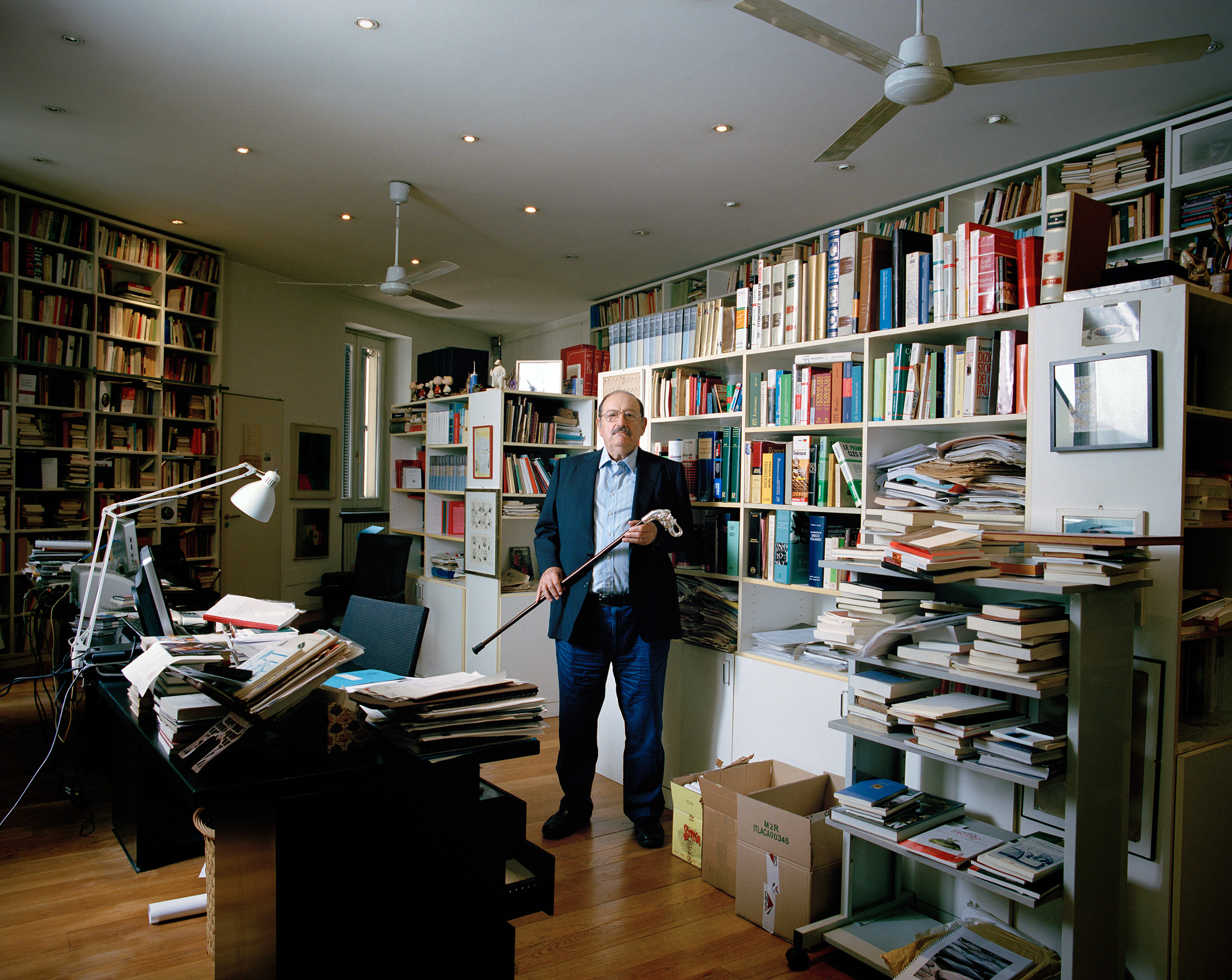
Umberto Eco fotografiat de Oliver Mark, Milano 2011

Umberto Eco (n. 5 ianuarie 1932, Alessandria, Piemont, Italia – d. 19 februarie 2016, Milano, Italia) a fost un scriitor italian, editor, filosof, teoretician literar și semiotician. Este cunoscut în special pentru romanul său Numele trandafirului (Il nome della rosa, 1980), în care a combinat elemente de semiotică într-un cadru ficțional combinat cu analiză biblică, studii medievale și teorie literară. De atunci a scris mai multe romane, incluzând Pendulul lui Foucault și Insula din ziua de ieri. Penultimul său roman, Cimitirul din Praga, publicat în 2010, este un best-seller. Umberto Eco a fost președintele Școlii Superioare de Studii Umaniste, Universitatea din Bologna, și membru onorific al colegiului Kellogg, Universitatea din Oxford. A scris texte academice, cărți pentru copii și multe eseuri.

## Biografie
Eco s-a născut în orașul Alessandria, din regiunea Piemont (nordul Italiei). Tatăl său, Giulio, a fost contabil, apoi guvernul l-a angajat să participe la trei războaie. În timpul celui de al II-lea război mondial, Umberto și mama sa, Giovanna, s-au mutat într-un sat mic din zona muntoasă piemonteză. Eco a fost educat ca romano-catolic în Societatea St. Francis de Sales, iar în operele sale, precum și în interviuri, a făcut referire la acest ordin și la fondatorul lui.  Numele său de familie este probabil un acronim pentru ex caelis oblatus (Latină: un cadou din cer), care i-a fost atribuit bunicului său (care a fost orfan) de un funcționar de stat.
A studiat la Torino, luându-și licența în estetică. Din 1971 este profesor de semiotică la Universitatea din Bologna. A predat la cele mai faimoase universități din lume, fiind Doctor Honoris Causa a peste 50 dintre ele. Conduce revista VS. Quaderni di studi semiotici. În anii 1960 a fost unul dintre reprezentanții de frunte ai avangardei culturale italiene, numărându-se printre fondatorii revistelor Marcatre și Quindici. Din 1959 este consilier editorial al celebrei edituri Bompiani. A primit nenumărate premii și distincții culturale, inclusiv Legiunea de Onoare (1993). Este autor de romane, eseuri, tratate academice și cărți pentru copii. Profesor de semiotică la câteva dintre cele mai celebre universități europene și americane, Umberto Eco a abordat din această perspectivă aspecte cruciale ale culturii zilelor noastre. Prin opera sa științifică, Eco este socotit unul dintre cei mai de seamă gânditori contemporani, iar eseurile sale, scrise cu un umor și o ironie nestăvilite, sunt adevărate modele ale genului.

## Opera literară
Strălucitoarea sa operă beletristică, începută în 1980 cu Numele trandafirului, este renumită pentru subtilele ei jocuri de limbaj și pentru abundența simbolurilor și aluziilor culturale. În notele explicative ale romanului, Umberto Eco teoretizează printre primii conceptele postmodernismului. Romanul a fost ecranizat în 1986.

### Romane
- Diario minimo, 1963 (rom. Jurnal minim, traducere Corina Anton, Ed. Humanitas, 2004)
- Il nome della rosa, 1980 (rom. Numele trandafirului, traducere Florin Chirițescu, Ed. Dacia, 1984), Premiul pentru cea mai bună carte a anului și Premiul Strega în 1981)
- Il pendolo di Foucault, 1988 (rom. Pendulul lui Foucault, traducere Ștefania Mincu și Marin Mincu, Ed. Pontica, 1991), Premiul Bancarella
- Il secondo diario minimo, 1992
- L'isola del giorno prima, 1994 (rom. Insula din ziua de ieri,  Ed. Pontica, 1995)
- Baudolino, 2000 (rom. Baudolino, traducere de Ștefania Mincu, Ed. Pontica, 2001)
- La misteriosa fiamma della regina Loana, 2004 (rom. Misterioasa flacără a reginei Loana, Ed. Polirom, Iași 2004 și Ed. Pontica, 2005)
- Il Cimitero di Praga, 2010 (rom. Cimitirul din Praga, traducere Ștefania Mincu, Ed. Polirom, Iași 2010)
- Numero zero (2015)

### Cărți pentru copii
Toate sunt ilustrate de Eugenio Carmi
- La bomba e il generale, 1966
- I tre cosmonauti, 1963
- Gli gnomi di Gnu, 1992

### Lucrări de semiotică-filozofică și critică literară
- Il problema estetico in San Tommaso, Torino, Edizioni di Filosofia, 1956, a doua ediție modificată, Il problema estetico in Tommaso d'Aquino, Milano, Ed. Bompiani, 1970
- Sviluppo dell'estetica medievale, În Momenti e problemi di storia dell'estetica, 1959, Milano, Marzorati, a doua ediție modificată, Arte e bellezza nell'estetica medievale, Milano, Editura Bompiani, 1987
- Opera aperta, 1962, (rom. Opera deschisă, traducere de Cornel Mihai Ionescu, Editura pentru Literatura Universală, 1969, Ed. Paralela 45, 2006 )
- La struttura assente, 1968 (rom. Structura absentă)
- Segno, 1973
- Trattato di semiotica generale, 1975, (rom. Tratat de semiotică generală,București, Ed. Științifică și Enciclopedică, 1982)
- A semiotic Landscape. Panorama sémiotique. Proceedings of the Ist Congress of the International Association for Semiotic Studies, Den Haag, Paris, New York: Mouton (= Approaches to Semiotics, 29), 1979 (cu Seymour Chatman și Jean-Marie Klinkenberg).
- Lector in fabula. La cooperazione interpretativa nei testi narrativi, 1979 (rom. Lector in fabula(1979, Ed. Univers, 1991)
- Postille a „Il nome della rosa“, 1983
- Semiotica e filosofia del linguaggio, 1984, (Semiotica și filosofia limbajului, 1984)
- I limiti dell'interpretazione, 1990, (rom. Limitele interpretării, Ed Pontica, 1995, Ed. Polirom, 2011)
- Sei passegiate nei boschi narrativi. Norton Lectures, 1994 (rom. Șase plimbări prin pădurea narativă)
- Kant e l'ornitorinco, 1997 (rom. Kant și ornitorincul, trad. Stefania Mincu, Ed. Pontica, 2002, Ed. Polirom, 2010)
- Sulla letteratura, 2002 (rom. Despre literatură, 2002)
- Dire quasi la stessa cosa. Esperienze di traduzione, 2003
- Confessions of a Young Novelist. Richard Ellmann Lectures in Modern Literature, Harvard University Press, 2011 (rom. Confesiunile unui tinar romancier´, Traducere de Ioana Gagea, Ed. Pollirom, 2011)

### Opere cu caracter eseistic și alte opere
- Apocalittici e integrati, 1964 u. 1978 (rom. Apocaliptici și integrați . Comunicații de masă și teorii ale culturii de masaă1964, Polirom, Iași 2008)
- Come si fa una tesi di laurea, 1977 (rom. Cum se face o teză de licență, Ed. Pontica, 2000, Ed. Polirom, Iași  2006);
- Dalla periferia dell'impero, 1977 șiSette anni di desiderio, 1983
- Sugli specchi e altri saggi, 1985
- Arte e bellezza nell’estetica medievale, 1987
- Il secondo diario minimo, 1992
- La ricerca della lingua perfetta nella cultura europea, 1993 (rom. În căutarea limbii perfecte, traducere de Dragoș Cojocaru, Editura Polirom, Iași 2002)
- In cosa crede chi non crede?, în colaborare cu Carlo Maria Martini, 1996 (rom. În ce cred cei care nu cred?, traducere de Dragoș Zamoșteanu, Ed. Polirom, Iași 2011)
- Cinque scritti morali, 1997 (rom. Cinci scrieri morale, trad. rom. Pontica, 1998, Ed. Humanitas, București 2005)
- La Bustina di Minerva, 2000 (rom. Pliculețul Minervei, Humanitas, București 2004)
- Storia della Bellezza, a cura di U. E., 2004
- A passo di gambero. Guerre calde e populismo mediatico, 2006
- La memoria vegetale e altri scritti di bibliofilia, 2006
- Storia della Bruttezza, a cura di U. E., 2007
- Vertigine della lista, 2009

### Interviuri
- Umberto Eco: "Scriu pentru masochiști", 28 noiembrie 2011, Roxana Roseti, Evenimentul zilei
- 'We Like Lists Because We Don't Want to Die', interview by Susanne Beyer and Lothar Gorris, Der Spiegel